# 立法院 (琉球政府)

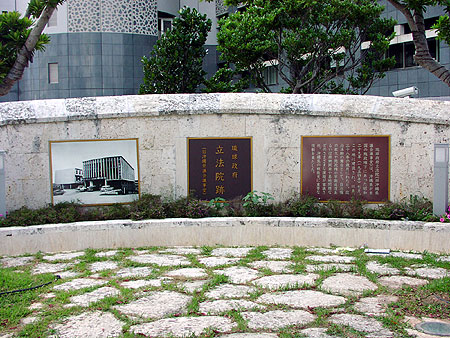
琉球政府立法院原址，現已遭拆除。

立法院（英語：Legislature of the Government of the Ryukyu Islands；日语：／ Rippō-in）是琉球列島美國民政府所設置的琉球政府的立法機關。立法院的權限包括對琉球地區行使立法權，但美國民政府有權否決立法院之決議。
沖繩被美國交付日本後，立法院被改為沖繩縣議會。

## 沿革
- 1952年4月1日：立法院成立，編制為31名議員，任期兩年。
- 1952年5月1日：由議員互選產生議長及副議長。
- 1953年12月26日：因奄美群島歸還日本，立法院解散。
- 1954年2月1日：美國民政府修正「立法院議員選舉法」，立法院議員選舉制度由「中選區制」改為「小選區制」，並編制為29名議員。
- 1954年7月29日：立法院新議事大樓完成並遷入。
- 1954年8月31日：設置共産主義政黨調查特別委員。（於隔年4月3日廢除）
- 1954年10月21日：沖繩人民黨的瀨長龜次郎議員因被由於軍事審判兩年徒刑確定，被剝奪議員資格。
- 1956年1月31日：立法院自行制定的立法院議員選舉法公佈。
- 1962年2月19日：立法院議員任期改為三年。
- 1965年5月28日：立法院議員選舉法修正，立法院的編制增加為32名議員。

## 組織

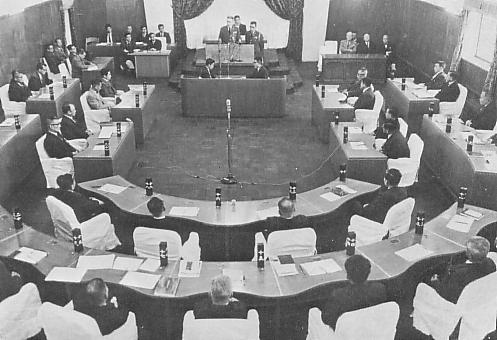
琉球政府立法院會議場地

立法院議員由琉球居民選舉產生，為一院制的議會。

### 會期
- 例會：每年召開一次，自2月1日起召開，會期150天。
- 臨時會：必要時，由琉球政府行政主席決定召集。或由四分之一的議員提案。每回會期由會議中表決定。

### 議事進行
採用委員會中心主義及三讀制。

### 委員會
委員會，有分為常設委員會及特別委員會。

#### 1952年4月1日時的常任委員會
- 行政法務委員會
- 財政金融委員會
- 商工資源委員會
- 文教更生勞動委員會
- 運輸通信工務委員會
- 預算決算委員會
- 議會營運委員會
- 懲罰委員會

#### 1972年5月14日時的常任委員會
- 行政法務委員會
- 內政委員會
- 文教社會委員會
- 基技工務委員會
- 預算決算委員會
- 議會營運委員會

## 權限

### 立法權
可以在不違犯琉球列島美國民政府命令及公告的範圍下行使立法權。
只有立法院議員具有法律提案權，行政主席並不具有，但主席如果認為有立法必要，可以提出參考方案給立法院。

### 規則制定權
關於在立法院的會議及其他內部的紀律的制定。

### 行政主席指名權
立法院成立之初並沒有指名行政主席的權力，不過隨著美國民政府給予權限的擴大，才取得這項權力。最後於1968年行政主席民選時再度失去這項權力。

## 歷任立法院議長
- 第一任：泉有平（1952年4月1日—1952年4月30日）※行政副主席
- 第二任：護得久朝章（1952年5月31日—1953年12月26日）
- 第三任：平良幸市（1954年4月5日—1954年9月13日）
- 第四任：大濱國浩（1954年9月13日—1956年3月31日）
- 第五任：與儀達敏（日语：与儀達敏）（1956年4月12日—1958年3月31日）
- 第六任：安里積千代（1958年4月7日—1960年11月30日）
- 第七任：長嶺秋夫（日语：長嶺秋夫）（1960年12月1日—1967年5月12日）
- 第八任：山川泰邦（日语：山川泰邦）（1967年5月12日—1968年11月30日）
- 第九任：星克（1968年12月7日—1972年5月14日）

## 歷任立法院副議長
- 第一任：平山源寳（1952年5月1日-1953年12月26日）
- 第二任：宮城正行（1954年4月15日-1954年9月13日）
- 第三任：長嶺秋夫（日语：長嶺秋夫）（1954年9月13日-1960年11月30日）
- 第四任：山川泰邦（日语：山川泰邦）（1960年12月1日-1967年5月12日）
- 第五任：上原重藏（1967年5月12日-1968年11月30日）
- 第六任：伊藝德一（1968年12月1日-1972年5月14日）

## 行政組織
1972年5月14日時的組織，包括了122名職員。
- 總務部 
  - 總務課
  - 經理課
  - 管理課
- 議事紀錄部 
  - 議事課
  - 紀錄第一課
  - 紀錄第二課
- 法制部 
  - 法制室
  - 立法考查課
- 行政法務調查室
- 内政調查室
- 文教社會調查室
- 經濟工務調查室
- 預算決算調查室
- 圖書館

## 外部連結
- 沖繩縣公文書館 （页面存档备份，存于）